# Mia Talerico
Mia Talerico (Santa Bárbara, 17 de setembro de 2008) é uma atriz norte-americana. É conhecida por ter interpretado Charlie Duncan na série da Disney Channel, Boa Sorte, Charlie!.

## Biografia
Mia é atriz desde agosto de 2009 e seus pais são Chris e Claire Talerico.
Começou a atuar em Boa Sorte, Charlie!, uma série muito conhecida no Disney Channel, com apenas 11 meses de idade.

## Carreira
Aos 11 meses Mia recebe o papel na série Boa Sorte, Charlie!, como Charlie Duncan, a protagonista da série, que  vai ao ar no Disney Channel em 2010, quando Mia está com 2 anos, sendo que as gravações iniciaram vários meses antes do lançamento, para as gravações iniciarem com a menina com apenas 1 ano de idade.
É este papel da Disney a fez e a segunda mais jovem "estrela" do canal após seu colega de elenco, Logan Moreau, que interpretou Toby Duncan, seu irmão mais novo na série a partir da 3ª temporada de Boa Sorte Charlie. Apesar de que quando foi selecionada para o papel e até a 2ª temporada do programa Mia era a atriz mais jovem da Disney Channel.

## Filmografia
| Ano       | Título              | Personagem     | Notas                                                                 |
| --------- | ------------------- | -------------- | --------------------------------------------------------------------- |
| 2010–2014 | Boa Sorte, Charlie! | Charlie Duncan | Elenco Principal                                                      |
| 2012      | So Random!          | Ela Mesma      | Participação Especial                                                 |
| 2013      | Jessie              | Charlie Duncan | "Good Luck, Jessie! NYC Christmas"; Crossover com Boa Sorte, Charlie! |

| Ano  | Título                       | Personagem      | Notas                         |
| ---- | ---------------------------- | --------------- | ----------------------------- |
| 2011 | Boa Sorte, Charlie! É Natal! | Charlie Duncan  | Disney Channel Original Movie |
| 2015 | Shawndon Teory               | Katheryn        | Curta Metragem independente   |
| 2017 | Photographic Memory          | Larissa McAdams | Curta Metragem                |